# هانس لی‌جدال
هانس لی‌جدال (انگلیسی: Hans Liljedahl; ۷ آوریل ۱۹۱۳ – ۹ نوامبر ۱۹۹۱) ورزشکار ورزش تیراندازی اهل سوئد بود.
وی در مسابقات کشوری و بین‌المللی در مجموع برندهٔ ۳ مدال طلا، ۱ مدال نقره، ۱ مدال برنز شده‌است.